# Evans Rutto
Evans Rutto (Marakwet, 8 aprile 1978) è un maratoneta e mezzofondista keniota.

## Biografia
Ha iniziato la sua carriera nel mezzofondo, con gare fra i 10000 m piani e la mezza maratona, prima di passare alla maratona nel 2003. Al suo esordio vinse la maratona di Chicago, stabilendo la migliore prestazione di sempre per un esordiente, con il tempo di 2h05'50". Nel 2004 ha conquistato la maratona di Londra e si è ripetuto a Chicago.
Anche suo padre, Kilimo Yano, era un atleta di buon livello.

## Palmarès
| Anno | Manifestazione             | Sede    | Evento      | Risultato | Prestazione | Note |
| ---- | -------------------------- | ------- | ----------- | --------- | ----------- | ---- |
| 1999 | Mondiali di cross          | Belfast | Corsa lunga | 5º        | 39'12"      |      |
| 1999 | Mondiali di cross          | Belfast | A squadre   | Oro       | 12 p.       |      |
| 2001 | Mondiali di mezza maratona | Bristol | Individuale | 6º        | 1h00'43"    |      |
| 2001 | Mondiali di mezza maratona | Bristol | A squadre   | Argento   | 3h02'53"    |      |

## Altre competizioni internazionali
1999
- Oro al Giro Media Blenio ( Dongio) - 28'36"
- 5º al Nairobi International Crosscountry ( Nairobi) - 36'49"

2000
- Oro al Cross Internacional de la Constitución ( Alcobendas) - 29'15"

2001
- Bronzo alla Mezza maratona di Lisbona ( Lisbona) - 1h00'30"
- 6º alla Corrida Internacional de São Silvestre ( San Paolo), 15 km - 45'38"

2002
- 12º alla Mezza maratona di Lisbona ( Lisbona) - 1h01'28"
- 5º alla Mezza maratona di Lagos ( Lagos) - 1h06'19"
- 9º alla Peachtree Road Race ( Atlanta) - 28'34"

2003
- Oro alla Maratona di Chicago ( Chicago) - 2h05'50"
- 4º alla Mezza maratona di Virginia Beach ( Virginia Beach) - 1h02'08"
- 8º alla Mezza maratona di Coban ( Cobán) - 1h06'20"
- Bronzo alla Peachtree Road Race ( Atlanta) - 28'38"

2004
- Oro alla Maratona di Londra ( Londra) - 2h06'18"
- Oro alla Maratona di Chicago ( Chicago) - 2h06'16"

2005
- 4º alla Maratona di Chicago ( Chicago) - 2h07'28"
- 10º alla Maratona di Londra ( Londra) - 2h12'49"

2006
- 10º alla Maratona di Londra ( Londra) - 2h09'35"

2007
- 14º alla Maratona di Nairobi ( Nairobi) - 2h21'49"

2008
- 7º alla Maratona di Mumbai ( Mumbai) - 2h17'07"
- 9º alla Maratona di Toronto ( Toronto) - 2h15'25"